# Tofstyrann
Tofstyrann (Mitrephanes phaeocercus) är en fågel i familjen tyranner inom ordningen tättingar. Den förekommer från Mexiko söderut till Ecuador.

## Utseende och läten
Tofstyrannen är 12 cm lång och väger 8,5 gram. Ovansidan är olivgrön, inklusive den spetsiga tofsen. Den är svartaktig på stjärt och vingar, med två beigefärgade vingband och beigefärgade kanter på armpennorna. Bröstet är ockraorange, mot buken mer bjärt gult. Lätet återges i engelsk litteratur som ett snabbt "weet weet weet weet". Sången som hörs i gryningen är ett mycket snabbt och ljust "bip-bip-bip-dididiup-bip-bip-bibibiseer".

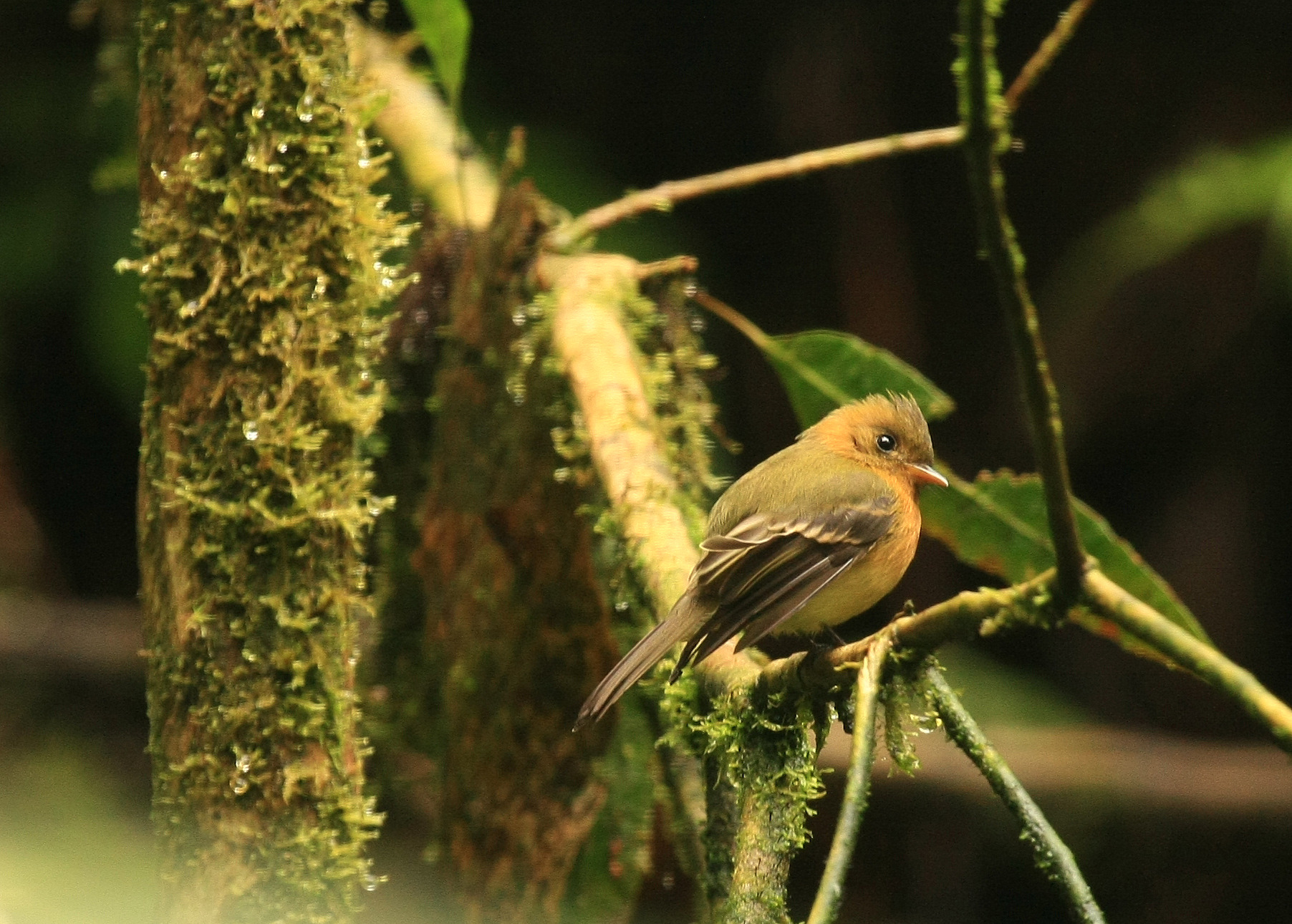
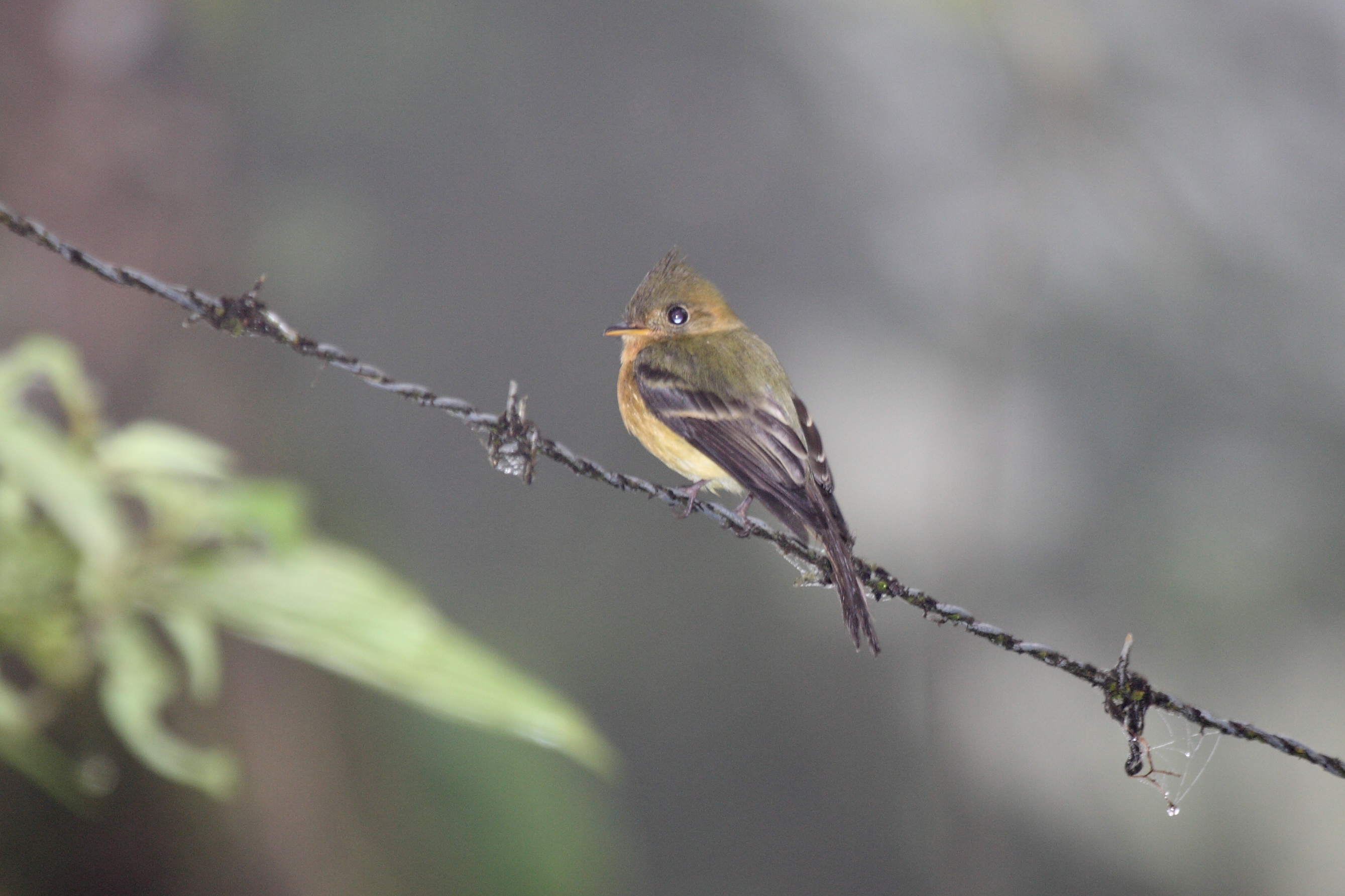
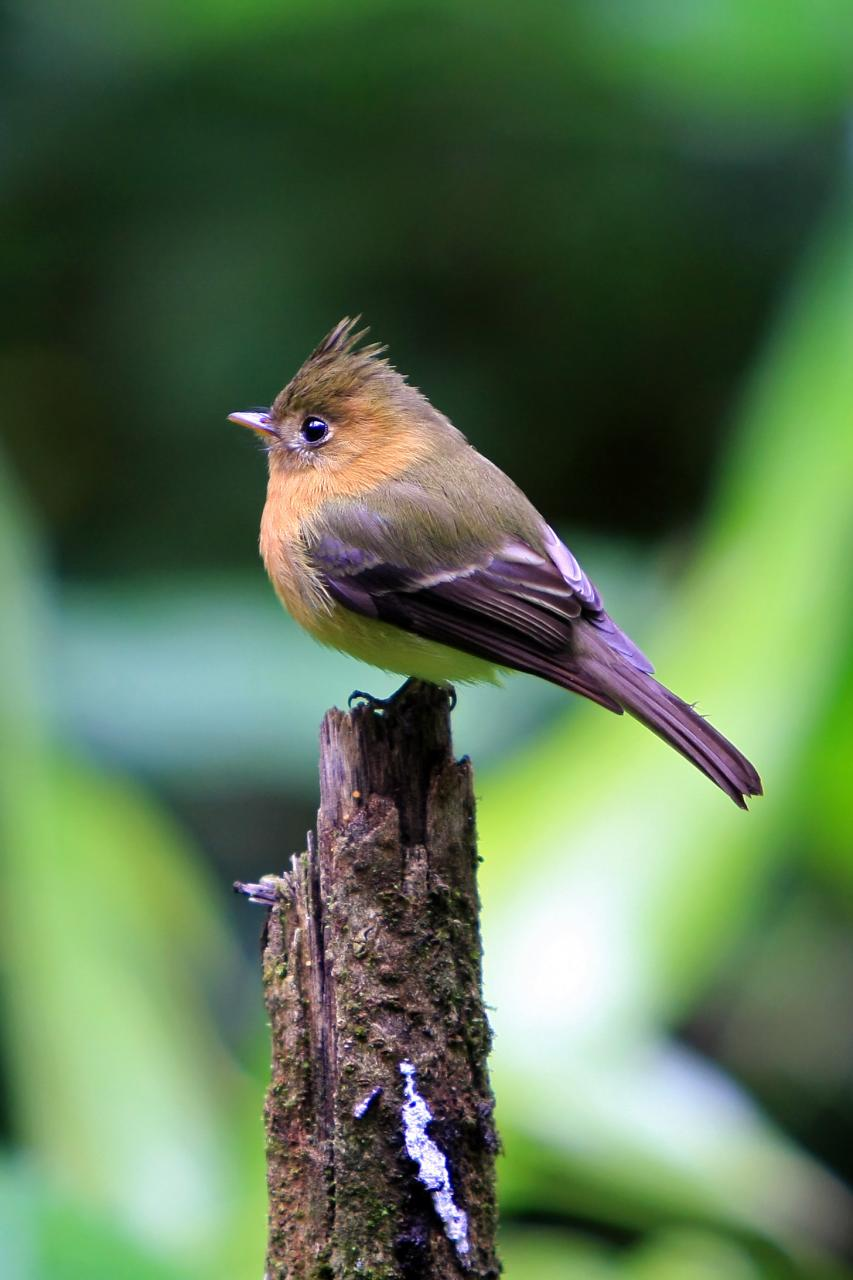

## Utbredning och systematik
Tofstyrann delas vanligen in i fyra underarter med följande utbredning:
- phaeocercus/tenuirostris-gruppen
  - Mitrephanes phaeocercus tenuirostris – förekommer i bergsområden i västra Mexiko (Sonora och Chihuahua till Jalisco)
  - Mitrephanes phaeocercus phaeocercus – förekommer i bergsområden från östra Mexiko till El Salvador och nordöstra Nicaragua
- Mitrephanes phaeocercus aurantiiventris – förekommer i högländer i  Costa Rica och västra Panama
- Mitrephanes phaeocercus berlepschi – förekommer från östligaste Panama och nordvästra Colombia till nordvästra Ecuador

Vissa urskiljer även underarten eminulus med utbredning i östra Panama (Cerro Pirre) och närliggande nordvästra Colombia (Chocó).
Arten har även tillfälligt setts i USA, med första fyndet i Big Bend National Park, Texas i november 1991. Närbesläktade olivtyrannen behandlades tidigare som underart till tofstyrannen.

## Levnadssätt
Tofstyrannen är vanlig i högväxta bergsskogarm, framför allt vid skogsbryn och gläntor. Den häckar från 700 till 3000 meters höjd, men är vanligast mellan 1200 och 2150 meter. Den ses vanligen par då den fångar flygande insekter från en exponerad sittplats likt en pivi. Efter fångst återkommer den till utgångspunkten och darrar stjärten direkt efter att den landat. 

### Häckning
Honan bygger boet av mossa och lavar fyra till 27 meter upp på en gren eller i en klängväxt, vanligen dolt bakom ormbunkar, bromelior och andra epifyter. Honan ruvar de två brunfläckiga vita äggen 15–16 dagar innan de kläcks.

## Status och hot
Arten har ett stort utbredningsområde och det finns inga tecken på vare sig några substantiella hot eller att populationen minskar. Utifrån dessa kriterier kategoriserar IUCN arten som livskraftig (LC).